# Charles Floyd Hatcher
Charles Floyd Hatcher, född 1 juli 1939 i Doerun i Georgia, är en amerikansk demokratisk politiker. Han var ledamot av USA:s representanthus 1981–1993.
Hatcher tjänstgjorde i USA:s flygvapen 1958–1962, avlade 1965 kandidatexamen vid Georgia Southern College och 1969 juristexamen vid University of Georgia. Därefter inledde han sin karriär som advokat i Albany i Georgia. År 1981 efterträdde han Dawson Mathis som kongressledamot och efterträddes 1993 av Sanford Bishop.